# Jevhen Konovalets

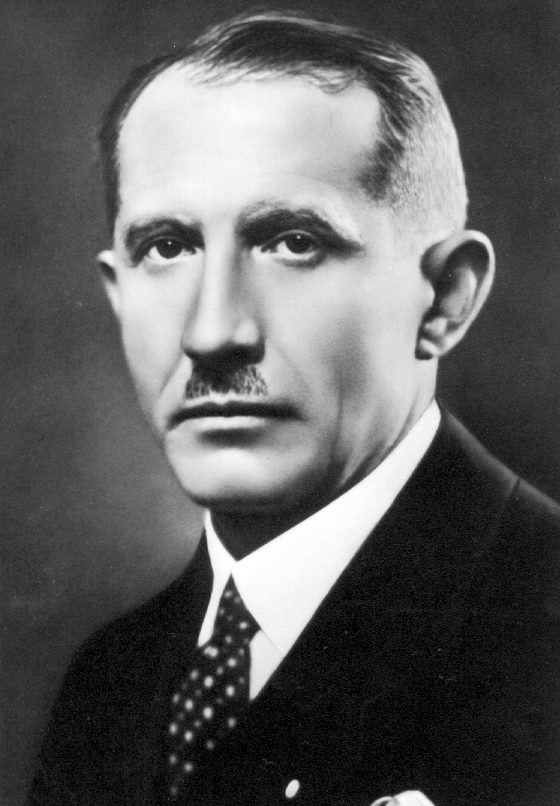
Jevhen Konovalets

Jevhen  Mykhailovych Konovalets (Oekraïens:Євге́н Мих́айлович Конова́лець) (Zasjkiv (bij Lviv), 14 juni 1891 - Rotterdam, 23 mei 1938) was een Oekraïense politicus, legerleider en voorman van de Organisatie van Oekraïense Nationalisten van 1929 tot 1938.

## Jeugd en opleiding
Konovalets werd geboren in Zasjkiv, een klein dorpje in de regio Galicië dat toentertijd deel uitmaakte van Oostenrijk-Hongarije, en tegenwoordig deel is van Oekraïne. Hij ging al heel jong studeren aan de Universiteit van Lviv en studeerde af als jurist. Hij werd actief in de Oekraïense onderwijs associatie "Prosvita" en gedelegeerde in het Uitvoerend Comité van de Nationaal Democratische Partij.

## Eerste Wereldoorlog
Gedurende de Eerste Wereldoorlog diende hij in het Oostenrijk-Hongaarse leger als tweede luitenant. In 1915 werd hij krijgsgevangengenomen door de Russen en geïnterneerd in het kamp Tsaritsyn. Gedurende zijn gevangenschap raakte hij bevriend met een groep Galicische officieren waaronder Andriy Melnyk die samen erin slaagden te ontvluchten naar Kiev. In november 1917 zette de groep daar een bataljon op van Galicische infanteristen. Twee maanden later werd Konovalets de commandant van de groep en was betrokken bij het neerslaan van de Bolsjewistische opstand in Kiev en het tegenhouden van het offensief door het Russische leger onder leiding van Antonov-Ovsejenko.

## Onafhankelijkheidsstrijd
Als reactie op de uiteengevallen strijd voor de onafhankelijkheid van Oekraïne startte Konovalets in 1920 een nieuwe ondergrondse organisatie die zich kon gaan verzetten tegen de Polen, Russen, Roemenen, en Tsjechoslowaken die het land bezet hielden. Deze organisatie, de Oekraïense Militaire Organisatie (OMO), had tot doel gewapend verzet te bieden tegen Polen en Rusland en jongeren op te leiden. Ook was het doel te voorkomen dat er samenwerking zou ontstaan tussen de Oekraïense en Poolse autoriteiten. De organisatie zag liever dat er een Oekraïens-Duitse alliantie zou komen als voorbereiding op een toekomstige onafhankelijkheid van Oekraïne. Aan het eind van de oorlog tussen Polen en Rusland en de slag om Lwów werd Konovalets de leider van de OMO in deze stad maar door sabotage en verraad viel de OMO spoedig uiteen en begon de politie leden op te pakken. Konovalets was gedwongen om naar het buitenland te vluchten.

## Verbanning en activiteiten
Hij leefde jaren in ballingschap in Tsjecho-Slowakije, Duitsland, Zwitserland en Italië en uiteindelijk in Nederland. In 1929 nam hij deel aan het eerste congres van Oekraïense nationalisten in Wenen waar de Organisatie van Oekraïense Nationalisten werd opgericht met Konovalets als leider. Hierna zette hij zich in om alle Oekraïense emigranten in Europa hierbij te betrekken en legde tevens contacten om hulp te krijgen voor de vrijheidsstrijd voor zijn land met de inlichtingendiensten van Duitsland, Litouwen en Italië. Het doel van de organisatie was om een onafhankelijk Oekraïne te verwezenlijken door middel van gewapende strijd. K. In de tussentijd voerde de organisatie een campagne van terroristische aanslagen en subversieve activiteiten in Polen en ook andere landen waar een Oekraïense minderheid woonde zoals Rusland.

## Liquidatie

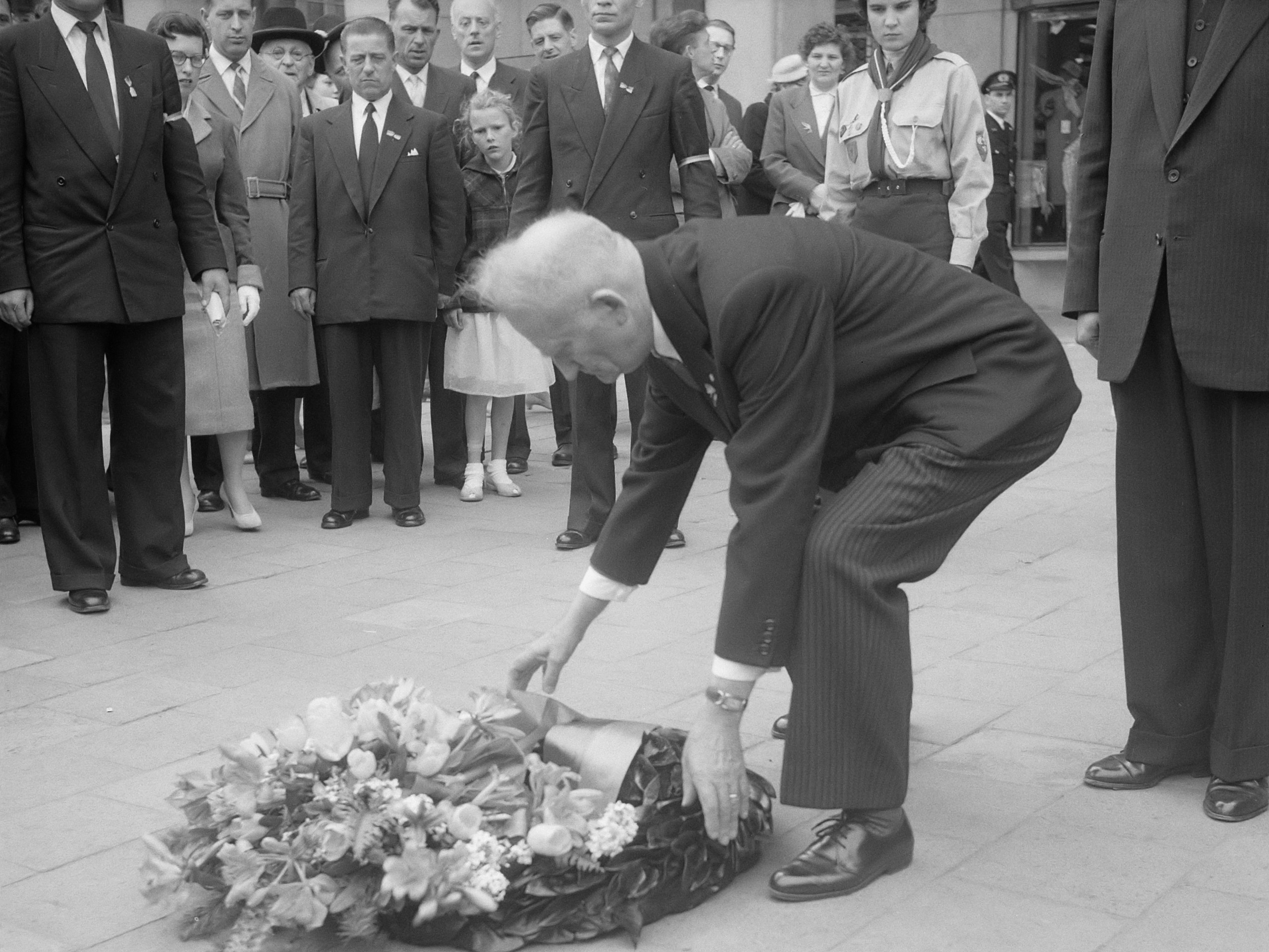
Rotterdam, herdenking van de bomaanslag op Jevhen Konovalets (1958)

Door al deze activiteiten trok hij de aandacht van de Sovjet-autoriteiten en werd besloten om hem te liquideren. Op 23 mei 1938 had Konovalets een afspraak in Rotterdam met een landgenoot waarvan hij dacht dat het een vriend was. In werkelijkheid was deze Pavel Soedoplatov een geheim agent van Stalin. Soedoplatov gaf Konovalets aan het eind van het gesprek een cadeau, een doos met chocolaatjes. Onder in de doos zat echter een bom verstopt. Vlak nadat Konovalets het hotel had verlaten en op de Coolsingel liep, ging het mechanisme af en doodde hem onmiddellijk. Soedoplatov keerde kort hierna terug naar de Sovjet-Unie en maakte promotie binnen de voorloper van de KGB, de NKVD. In 1940 zond Stalin hem naar Mexico waar hij de liquidatie van diens gevluchte vijand Trotski organiseerde. De laatste werd met een ijshouweel vermoord.

## Eerherstel

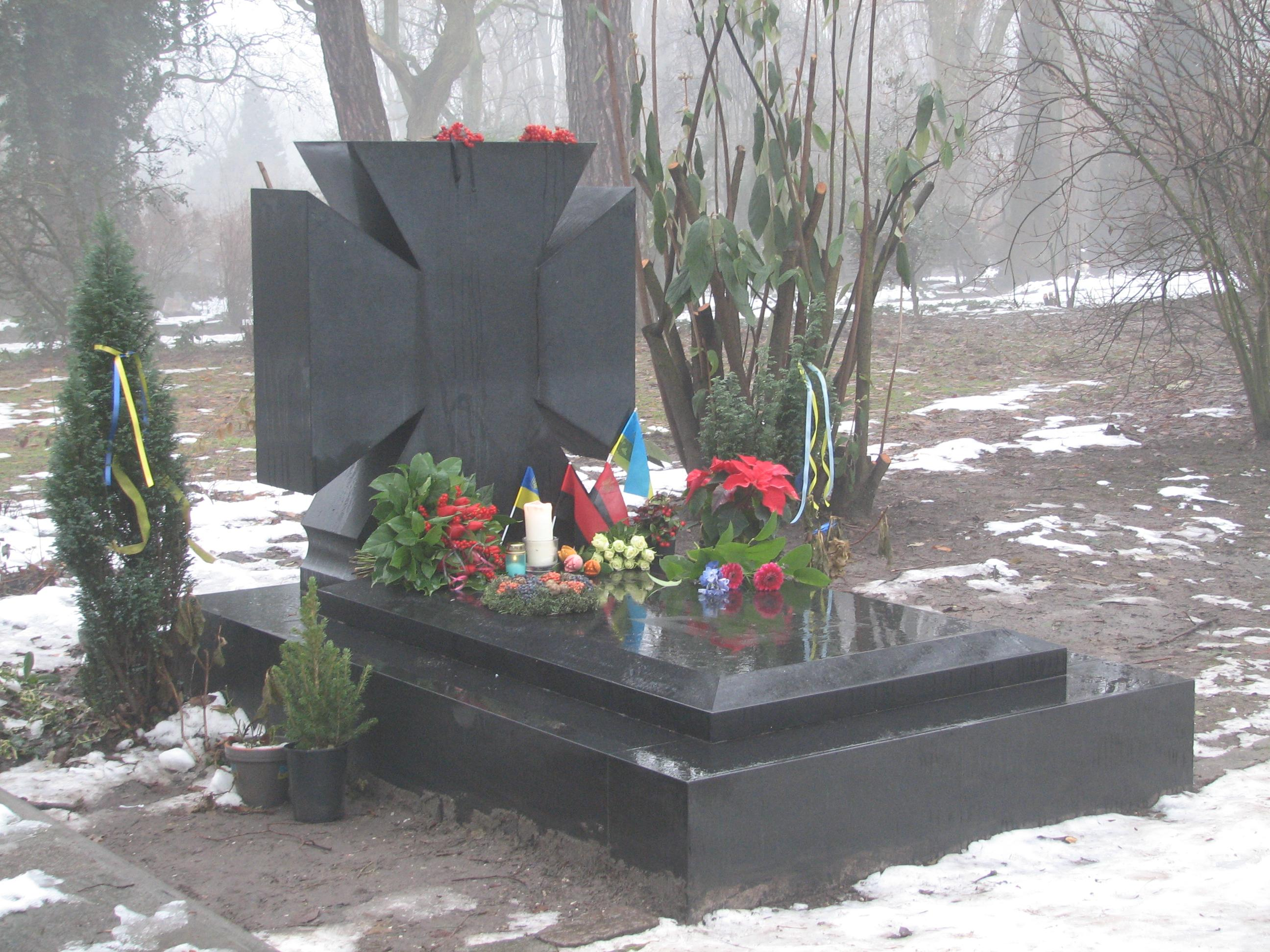
Grafteken van Jevhen Konovalets in de vorm van een Kozakkenkruis op de Algemene Begraafplaats Crooswijk

Eind 2006 kondigde het gemeentebestuur van Lviv aan dat de tombes waar de voormalige leiders van de Oekraïense nationalistische beweging in lagen, verhuisd zouden worden. Het ligt in de bedoeling dat Konovalets, Stepan Bandera, Andriy Melnyk en anderen komen te liggen op een apart deel van de Lytsjakivskiy Begraafplaats, speciaal bestemd voor Oekraïense vrijheidsstrijders.